# L'últim petó
L'últim petó (títol original: L'ultimo bacio) és una pel·lícula italiana de Gabriele Muccino, estrenada l'any 2001. Ha estat doblada al català
Com a Come et nessuno maig, film que ha permès al seu director adquirir una certa notorietat a Itàlia, L'últim petó ha conegut un èxit ressonant al seu país d'origen, assolint cinc David di Donatello gràcies a la seva formidable transposició de la crisi de la parella després d'alguns anys de vida comuna i de les indecisions de 5 joves a la trentena dividits entre amor, odi, desil·lusions i adulteri.
El film ha estat objecte l'any 2006 d'un remake als Estats Units, Last Kiss, tenint per a intèrpret principal l'actor Zach Braff. Reprenent la majoria de les escenes del film inicial, el film no va arribar, segons el parer de molts crítics, a retransmetre la malenconia i l'exactitud del film coral de Muccino.

## Argument
El film gira al voltant de Carlo i Giulia, a la trentena, que viuen una vida de parella aparentment plàcida de matrimoni. El film comença per una escena on surten Carlo, Giulia i els seus pares respectius, anunciant a aquests últims l'arribada d'un feliç esdeveniment.
Així, es narren les històries de la mare de Giulia, obsessionada per l'edat i decebuda pel poca atenció que li concedeix el seu marit psicòleg, i li confessarà després un passat carregat de sentit per al futur de la parella. Els amics de Carlo per la seva banda; Adriano que no suporta més la vida de parella que porta amb la seva esposa i el seu bebè; Alberto que no arriba a crear un enllaç estable amb una persona del sexe oposat; i Paolo torturat pel seu història amb Arianna i pel seu pare malalt.

## Repartiment
- Stefano Accorsi: Carlo
- Giovanna Mezzogiorno: Giulia
- Stefania Sandrelli: Anna
- Marco Cocci: Alberto
- Pierfrancesco Favino: Marco
- Sabrina Impacciatore: Livia
- Martina Stella: Francesca
- Regina Orioli: Arianna

## Rebuda
- David di Donatello: director Gabriele Muccino, productor Domenico Procacci, actriu a un segon paper Stefania Sandrelli, muntatge Claudio di Mauro.

- "Una pel·lícula influenciada per Robert Altman però feta sense l'amargor del mestre. Pot semblar una barreja d'òpera italiana i comèdia, però en esperit és shakesperiana"[3]

- "Encara que pugui semblar feta per acontentar al gran públic, està calculada de manera intel·ligent, és perceptiva i sovint bastant divertida (...) i és una mica més 'fosca' del que al principi sembla"[4]
- "No és Fellini, per descomptat, però té vida. Mai deixa de moure's, fins i tot encara que s'estigui xocant amb clixés durant tot el camí"[5]